# أنشار
أنشار ومعنى إسمه الجنة، وزوجته كيشار وألتي تعني الأرض. ذكروا في ملحمة إنوما إليش الخلقية بكونهم أولاد كل من لخمو ولخامو وهم أحفاد كل من تيامات وأبزو، وهم والدي أنو ملك الجنة ورب الأبراج وملك الآلهة والأرواح والعفاريت. يعتقد بأن الإله آشور أخذه الآشوريين من هذا الإله.